# Ортофосфатна кислота
О́ртофосфа́тна кислота́,  о́ртофо́сфорна кислота, фосфа́тна кислота — неорганічна сполука, кислота складу Н3PO4, яка утворює ряд солей ортофосфатів (фосфатів). За кімнатної температури є білою кристалічною речовиною, а при нагріванні до 42,35 °C перетворюється на безбарвну в'язку рідину.
Широко застосовується для отримання мінеральних добрив, для створення захисних покриттів, у виробництві косметики та скла.

## Фізичні властивості
При нормальних умовах ортофосфатна кислота являє собою безбарвну й розпливчасту на повітрі кристалічну сполуку із температурою плавлення +42 °C (65%-й розчин кислоти замерзає тільки при −85 °C). У твердому стані й у розчині молекули ортофосфатної кислоти асоційовані за рахунок водневих зв'язків, і тому концентровані розчини мають високу в'язкість. Фосфатна кислота добре розчиняється у воді (до 80 % за масою). Її водні розчини — гарні електроліти (найвища електропровідність спостерігається тоді, коли концентрація кислоти становить 48 %).
На відміну від багатьох сполук фосфору, фосфатна кислота не отруйна.
Густина — 1,87 г/см³. Температура плавлення 42,35 °C. У воді розчиняється дуже добре й у водному розчині є кислотою середньої сили.  Утворює гемігідрат складу H3PO4·0,5H2O.

## Отримання
Для отримання ортофосфатної кислоти застосовуються здебільшого два методи: метод вологого травлення і термальний метод. Перший метод є найбільш затребуваним для синтезу великих кількостей кислоти, він полягає в обробці природних фосфатів мінеральними кислотами, здебільшого сульфатною (нітратна і хлоридна кислоти використовуються значно рідше). Отримувана таким методом кислота зветься вологою фосфатною кислотою.
Виробництво кислоти за термальним методом відбувається шляхом окиснення фосфору, отримуваного з фосфатів, до оксиду P4O10 та наступною гідратацією.

### Метод вологого травлення
Попри те, що принцип травлення фосфатів був розроблений ще у 1880-х роках, його активне застосування почалося тільки після завершення Другої світової війни — у відповідь на стрімке зростання попиту на мінеральні добрива.
Як основна сировина для травлення застосовується апатит, який є вельми поширеним мінералом:
{\displaystyle \mathrm {Ca_{5}(PO_{4})_{3}F+5H_{2}SO_{4}+5xH_{2}O\rightarrow 3H_{3}PO_{4}+HF+5(CaSO_{4}\cdot xH_{2}O)\downarrow } } (x = 0,1…2,2)
Для кращого відділення малорозчинного гідрату сульфату кальцію, реакцію зазвичай проводять у двох температурних режимах: при 70–80 °C осад виділяється переважно у формі дигідрату CaSO4·2H2O, а при 80–90 °C — у формі гемігідрату CaSO4·0,5H2O. Поза межами цих температурних діапазонів осадження відбувається неефективно.

#### Дигідратний процес
Для проведення осадження за дигідратним методом вихідний фосфат розмелюють до розміру часток у 150 мкм (не менше 75 % гранулометричного складу). Концентрація кінцевого розчину кислоту варіюється у межах 28–31 % P2O5.
Дигідратний процес має більше застосування, оскільки проводиться за меншої температури, що допомагає знизити зношування обладнання та корозійні процеси. Також процес дозволяє використання у травленні більшої кількості фосфатних порід. До недоліків цього способу відносять порівняно невисоку концентрацію розчину кислоти й відносно великі втрати оксиду (до 4—6 %).

#### Гемігідратний процес
Гемігідратний процес є значно дорожчим у проведенні, але дозволяє отримувати розчини із концентрацією 40–50 % P2O5. Здебільшого гемігідратний процес проводиться в комплексі із дигідратним. Один з перших двостадійних процесів був розроблений в Японії, де гостро стояло питання отримання надчистого сульфату кальцію для виробництва будівельних матеріалів (в Японії відсутні природні поклади гіпсу).
В залежності від порядку проведення осадження за дигідратним (ДГ) та гемігідратним (ГГ) методами, розрізняють:
- ГГ процес:

концентрація кінцевого розчину — 40–48 % P2O5
одностадійна фільтрація
осад — CaSO4·0,5H2O (із домішками)
- ГГ/ДГ процес без проміжної фільтрації:

концентрація кінцевого розчину — 30–32 % P2O5
одностадійна фільтрація
осад — CaSO4·2H2O (чистий)
- ГГ/ДГ процес із проміжною фільтрацією:

концентрація кінцевого розчину — 40–52 % P2O5
двостадійна фільтрація
осад — CaSO4 (надчистий)
- ДГ/ГГ процес:

концентрація кінцевого розчину — 32–36 % P2O5
повторювана фільтрація із поверненням фільтрату
осад — CaSO4·0,5H2O (надчистий)

### Термальний метод
Виробництво ортофосфатної кислоти за термальним методом проводиться шляхом спалювання білого (жовтого) фосфору у кисні повітря та наступним розчиненням у воді:
{\displaystyle \mathrm {P_{4}+5O_{2}\rightarrow P_{4}O_{10}} }
{\displaystyle \mathrm {P_{4}O_{10}+6H_{2}O\rightarrow 4H_{3}PO_{4}} }

#### Процес IG
За методом компанії «IG» окиснення проводиться у циліндричних реакторах, в яких згори впорскується суміш кисню та атомізованого фосфору, а внизу знаходиться вода для поглинання утвореного оксиду. Оскільки спалювання фосфору відбувається із великим тепловим ефектом (досягається температура понад 2000 °C), по внутрішній стороні стінок реактора подається охолоджена фосфатна кислота, яка запобігає надмірному впливу температури на метал. Усі деталі реактора виробляються із низьковуглецевої сталі або гуми — ці матеріали не піддаються впливу кислоти при температурах до 100 °C.
Концентрація кінцевої кислоти регулюється подачею води для змішування, а також охолодженням реакторів. Кінцевий продукт може мати незначну домішку фосфітної кислоти (близько 0,1 %), яка утворюється із неповністю окисненого оксиду фосфору(III).

#### Процес TVA
Компанією «Tennessee Valley Authority» (TVA) була запропонована модифікація термального методу: спалення фосфору відбувається в окремій камері, що дає більше часу на окиснення. Тверді продукти окиснення частково осідають на стінках та поглинають частину тепла, що виділяється внаслідок реакції, а також екранують метал реактора від надмірного впливу температури. 
Накопичений оксид фосфору розчиняється в ортофосфатній кислоті з утворенням поліфосфатних кислот Hn+2PnO3n+1, які мають значно більший вміст P2O5. Так, за методом TVA отримують розчин кислот із концентрацією 85 % P2O5, що відповідає концентрації ортофосфатної кислоти у 117 %. При виготовленні камер для спалювання з графіту, накопичений оксид фосфору(V) утворює розчини кислот із концентрацією до 92 % P2O5.

### Концентрування
Концентрування ортофосфатної кислоти до значень 40–55 % P2O5 відбувається шляхом випаровування води у вакуумі при температурах близько 120 °C. Для досягнення вмісту оксиду фосфору у 70 % (суперфосфатна кислота), нагрівання підвищують до 200 °C.

## Хімічні властивості
При нагріванні до 150 °C відбувається міжмолекулярна дегідратація з утворенням пірофосфатної кислоти:
{\displaystyle \mathrm {2H_{3}PO_{4}{\xrightarrow {150^{o}C}}H_{4}P_{2}O_{7}+H_{2}O} }
Подальшим нагріванням утворюється трифосфатна кислота H5P3O10.
Збільшення температури при нагріванні у вакуумі призводить до утворення метафосфатної кислоти:
{\displaystyle \mathrm {nH_{3}PO_{4}{\xrightarrow {300^{o}C}}(HPO_{3})_{n}+nH_{2}O} }
У водному розчині ортофосфатна кислота дисоціює ступінчасто:
{\displaystyle \mathrm {H_{3}PO_{4}\rightleftarrows H_{2}PO_{4}^{-}+H^{+}} } (K1 = 7,1·10-3)
{\displaystyle \mathrm {H_{2}PO_{4}^{-}\rightleftarrows HPO_{4}^{2-}+H^{+}} } (K2 = 6,3·10-8)
{\displaystyle \mathrm {HPO_{4}^{2-}\rightleftarrows PO_{4}^{3-}+H^{+}} } (K3 = 4,4·10-13)
Проявляючи кислотні властивості, ортофосфатна кислота реагує з гідроксидами (ступінчасто): 
{\displaystyle \mathrm {H_{3}PO_{4}+NaOH\rightarrow NaH_{2}PO_{4}+H_{2}O} }
{\displaystyle \mathrm {NaH_{2}PO_{4}+NaOH\rightarrow Na_{2}HPO_{4}+H_{2}O} }
{\displaystyle \mathrm {Na_{2}HPO_{4}+NaOH\rightarrow Na_{3}PO_{4}+H_{2}O} }
{\displaystyle \mathrm {2H_{3}PO_{4}+3Ca(OH)_{2}\rightarrow Ca_{3}(PO_{4})_{2}\downarrow \ +6H_{2}O} }
{\displaystyle \mathrm {H_{3}PO_{4(conc.)}+Ca(OH)_{2}\rightarrow CaHPO_{4}\downarrow \ +2H_{2}O} }
Взаємодіє з активними металами із виділенням водню:
{\displaystyle \mathrm {2H_{3}PO_{4}+3Mg\rightarrow Mg_{3}(PO_{4})_{2}+3H_{2}\uparrow } }
{\displaystyle \mathrm {3H_{3}PO_{4}+4Fe\rightarrow Fe_{3}(PO_{4})_{2}\downarrow \ +FeHPO_{4}\downarrow \ +4H_{2}\uparrow } }
При взаємодії з оксидом фосфору(V), сполука концентрується з утворенням пірофосфатної кислоти:
{\displaystyle \mathrm {8H_{3}PO_{4}+P_{4}O_{10}{\xrightarrow {80-100^{o}C}}6H_{4}P_{2}O_{7}} }
Концентрована ортофосфатна кислота в присутності концентрованої HNO3 здатна утворювати з металами гетерополісполуки, наприклад, фосфоромолібдатну кислоту:
{\displaystyle \mathrm {H_{3}PO_{4}+12MoO_{3}\rightarrow H_{3}[PMo_{12}O_{40}]} }

## Застосування
Промислова ортофосфорна кислота — це найважливіший напівпродукт для виробництва фосфорних і комплексних добрив (кормових фосфатів для тваринництва) та технічних фосфатів, широко використовується також, для фосфатування металів, виробництва зубних паст, як каталізатор в органічному синтезі. А також для очищення металевих поверхонь і створення антикорозійних покриттів.
Ортофосфорна кислота зареєстрована як харчова добавка Е338. Застосовується як регулятор кислотності у газованих напоях (на кшталт «Кока-кола» та «Пепсі»). Є відомості, що вона призводить до вимивання кальцію з організму людини уже за годину після споживання.